# Max e os Felinos
Max e os Felinos é um romance de Moacyr Scliar, lançado em 1981. A obra teria servido de inspiração para A Vida de Pi (romance), de Yann Martel. Scliar considerou processar por plágio, mas desistiu depois que Martell admitiu a influência. Martell disse que a influência se deu após ter lido uma crítica ruim do romance brasileiro, e pensado que a ideia tinha sido mal aproveitada.